# Mikrocomputer-Schachweltmeisterschaft
Die Mikrocomputer-Schachweltmeisterschaft (kurz auch „Mikro-WM“ genannt, englisch World Microcomputer Chess Championship, abgekürzt WMCCC) war eine von 1980 bis 2001 zumeist jährlich stattfindende Weltmeisterschaft (WM) der Mikrocomputer im Schach.
Im Gegensatz zur „Computer-Schachweltmeisterschaft“ (englisch World Computer Chess Championship), einer seit 1974 bis heute stattfindenden WM, zu der alle Arten von Computern (auch Großrechner) zugelassen sind, war die „Mikro-WM“ allein auf Mikroprozessoren laufenden Schachprogrammen vorbehalten.

## Turniere
| Nr. | Jahr | Austragungsort | Gewinner                                                             |
| --- | ---- | -------------- | -------------------------------------------------------------------- |
| 1.  | 1980 | London         | Fidelity Champion X                                                  |

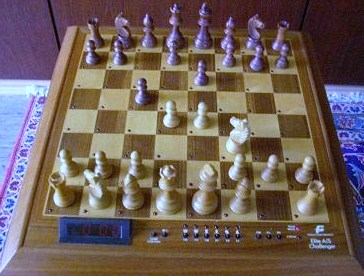
Fidelity Elite A/S (1983)

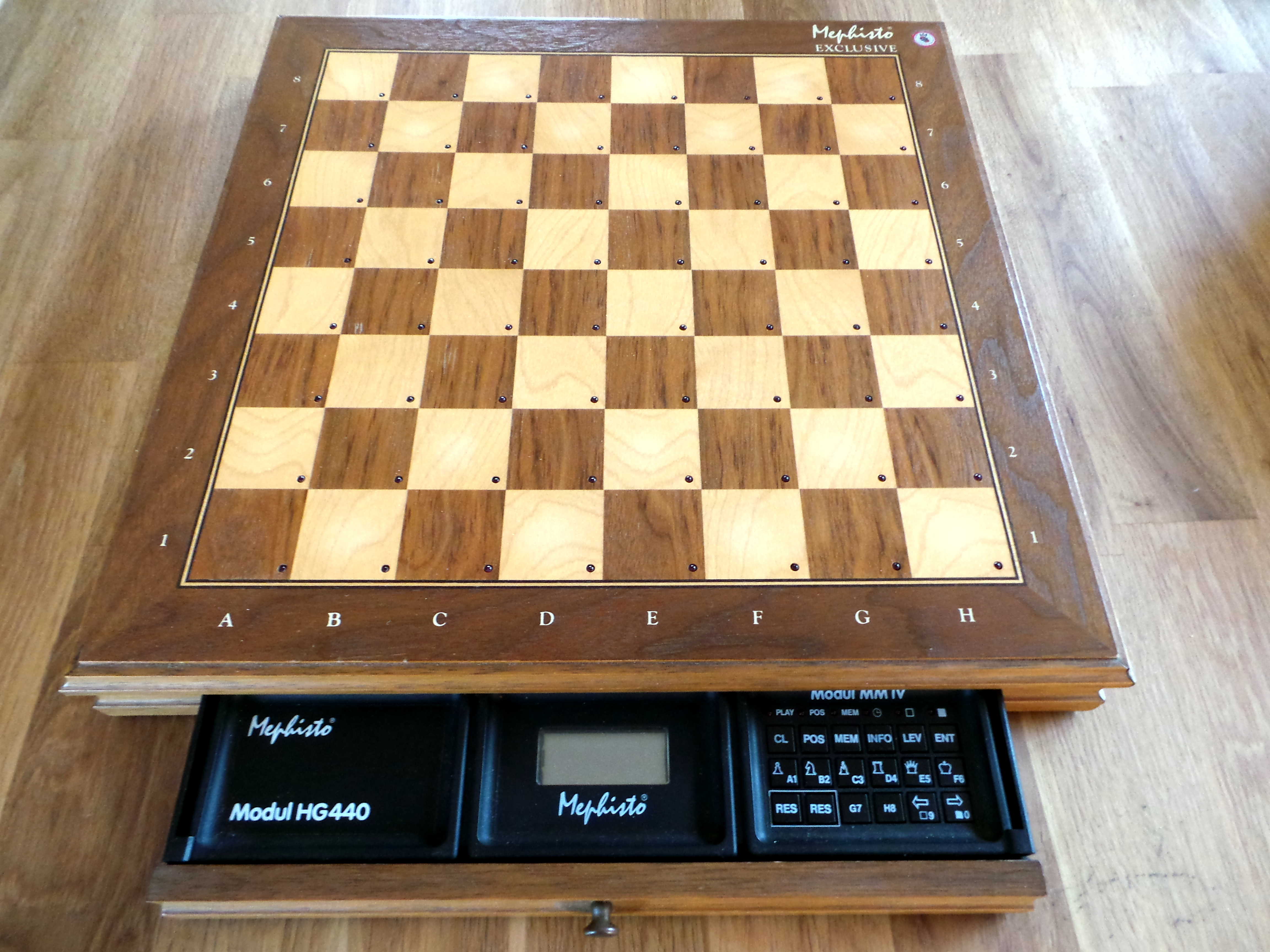
Mephisto Exclusive (1984)

| 2.  | 1981 | Travemünde     | Fidelity Elite, SciSys Mark V                                        |
| 3.  | 1983 | Budapest       | Fidelity Elite A/S Budapest                                          |
| 4.  | 1984 | Glasgow        | Fidelity Elite A/S Glasgow, Princhess X, Mephisto III-S, Psion Chess |
| 5.  | 1985 | Amsterdam      | Mephisto Amsterdam                                                   |
| 6.  | 1986 | Dallas         | Mephisto Dallas                                                      |
| 7.  | 1987 | Rom            | Mephisto Roma                                                        |
| 8.  | 1988 | Almería        | Mephisto Almeria                                                     |
| 9.  | 1989 | Portorož       | Mephisto Portorose                                                   |
| 10. | 1990 | Lyon           | Mephisto Lyon                                                        |
| 11. | 1991 | Vancouver      | Mephisto Vancouver, Gideon (Mephisto RISC I)                         |
| 12. | 1993 | München        | Mephisto Genius, HIARCS                                              |
| 13. | 1995 | Paderborn      | Mchess Pro 5.0                                                       |
| 14. | 1996 | Jakarta        | Shredder                                                             |
| 15. | 1997 | Paris          | Junior P2-300                                                        |
| 16. | 1999 | Paderborn      | Shredder (gleichzeitig Computerschachweltmeister)                    |
| 17. | 2000 | London         | Shredder                                                             |
| 18. | 2001 | Maastricht     | Deep Junior (2 x Intel 1 GHz)                                        |